# VPRO
La Vrijzinnig Protestantse Radio Omroep (dall'olandese: Compagnia della Radio Liberale Protestante; VPRO) è un'emittente radiotelevisiva olandese facente parte della Nederlandse Publieke Omroep. È caratterizzata da una programmazione basata su cinema, programmi culturali, e programmi a carattere intellettuale.
VPRO è l'acronimo di Vrijzinnig Protestantse Radio Omroep (Compagnia della Radio Liberale Protestante).
Attualmente l'organizzazione non presenta alcuna affiliazione politica, pur avendo una tendenza liberista.
Collabora con gruppi radiotelevisivi esteri come la BBC, la WDR e Arte.

## Storia
La VPRO è nata il 29 maggio 1926, per produrre programmi di tendenza cristiana liberale. Nei primi anni non ha avuto uno spazio sufficiente nelle stazioni radiofoniche pubbliche.
Dagli anni 1930 agli anni 1960 produce prevalentemente programmi religiosi (di carattere protestante) e spazi culturali. Dopo la nascita di TROS, che ha una programmazione neutrale dal punto di vista politico, la VPRO diventò solo liberale. Diventò dunque un'organizzazione culturale, con una programmazione innovatrice e alternativa, arrivando a trasmettere per la prima volta un nudo femminile o a dare voce a band come i Dire Straits e Nirvana.

## Programmazione
Vuole essere una parte innovativa e intraprendente nel dibattito politico e che offre, con profondità, contenuti cross-media in collaborazione con partner nazionali ed internazionali. VPRO è una piattaforma creatrice, produttrice e moderatrice di contenuti, ed è legato a tutti coloro che attribuiscono importanza alla cittadinanza globale, alla creatività e alla qualità.»
(Missione (su vpro.nl))
La programmazione di VPRO è rivolta prevalentemente a un pubblico giovane e adulto. Include documentari, reportage, film di ogni genere, e musica alternativa. Possiede i diritti di trasmissione per i Paesi Bassi del telefilm statunitense Dexter.
Trasmette i propri programmi su tutte le reti pubbliche generaliste (NPO 1, NPO 2 e NPO 3), e su tutte le stazioni radiofoniche pubbliche, esclusa NPO Radio 2.
I suoi programmi possono essere di produzione propria o co-prodotti con altri gruppi nazionali o esteri.